# V Congresso del Partito Comunista Italiano
Il V Congresso del Partito Comunista Italiano si svolse a Roma dal 29 dicembre 1945 al 5 gennaio 1946.

## Storia
Il congresso fu preceduto da riunioni al massimo livello: il I consiglio nazionale del partito che si tenne a Napoli il 30 e il 31 marzo del 1944, la costituzione della direzione nazionale provvisoria avvenuta a Milano l'8 agosto 1945 (in quella sede venne eletto Segretario Palmiro Togliatti che in precedenza, pur essendo il massimo responsabile del partito, non aveva mai ricoperto formalmente tale carica) e, sul piano propositivo, un convegno sull'economia e la ricostruzione dal 21 al 23 agosto del 1945.
Il primo congresso del PCI nell'Italia liberata dal nazifascismo, a quattordici anni dall'ultimo svoltosi in Germania nel 1931, si incaricò di tracciare un bilancio dell'esperienza clandestina e resistenziale, di analizzare il quadro molto fluido del momento, nel quale fra gli altri problemi permanevano residui di settarismo e di estremismo, e di costruire un'architettura delle future opzioni politiche e strategie alla luce dell'elaborazione sul partito nuovo che era stata delineata da Togliatti a Salerno. In preparazione dell'assise vennero istituite delle Commissioni di lavoro incaricate di predisporre i materiali di discussione. Quella in cui si verificò un dibattito aspro fu quella relativa ai profili tenuti nel precedente congresso clandestino in terra tedesca.
I lavori si aprirono con la relazione di Togliatti, seguita da quattro rapporti: Luigi Longo incentrò il proprio su una formazione unica della classe operaia, Ruggero Grieco svolse una relazione sulla riforma agraria, Mauro Scoccimarro prese in considerazione la tematica dell'Assemblea costituente e Pietro Secchia si concentrò sull'aspetto organizzativo del PCI, non più organismo clandestino ma partito di massa e dunque con differenti esigenze e una nuova articolazione. Il nuovo Comitato Centrale confermò Togliatti alla carica di Segretario; la direzione risultò composta da Togliatti, Longo nel ruolo di vicesegretario, Giorgio Amendola, Arturo Colombi, Giuseppe Di Vittorio, Girolamo Li Causi, Umberto Massola, Celeste Negarville, Agostino Novella, Gian Carlo Pajetta, Antonio Roasio, Giovanni Roveda, Mauro Scoccimarro, Pietro Secchia, Emilio Sereni e Velio Spano; e, come membri candidati, Edoardo D'Onofrio, Ruggero Grieco, Rita Montagnana, Teresa Noce, Giuliano Pajetta e Umberto Terracini.
Importante fu anche il rilievo dato da Togliatti nel suo intervento all'iniziativa dei treni della felicità avviata dalle donne dell'UDI di Milano nel novembre 1945, favorendone la diffusione al centro e sud Italia.